# Autostrada A28 (Francja)
Autostrada A28 (fr. Autoroute A28) – autostrada we Francji w ciągu tras europejskich E5, E44, E46, E50, E402 oraz E502.